# حسین بنکدار
حسین حاجی عبدالوهاب (۱۳۱۷–۲۲ خرداد ۱۴۰۱ تهران) معروف به اسدالله بنکدار و حسین بنکدار شهردار پیشین تهران بود. وی به مدت ۴ ماه از شهریور تا دی ۱۳۶۲ سرپرستی شهرداری تهران را پس از محمدکاظم سیفیان بر عهده داشت.